# Hångers distrikt
Hångers distrikt är ett distrikt i Värnamo kommun och Jönköpings län. 
Distriktet ligger i södra delen av kommunen.

## Tidigare administrativ tillhörighet
Distriktet inrättades 2016 och utgörs av socknen Hånger i Värnamo kommun.
Området motsvarar den omfattning Hångers församling hade vid årsskiftet 1999/2000.